# BMW Brilliance
BMW Brilliance (офіційна назва BMW Brilliance Automotive Ltd.) — автомобільна компанія зі штаб-квартирою в Шеньяні, Китай, спільне підприємство BMW (як мажоритарний власник) і Brilliance Auto. Основною діяльністю компанії є виробництво, дистрибуція та продаж легкових автомобілів BMW у Китаї.
Повністю електричний кросовер BMW Brilliance Zinoro, заснований на BMW X1 (E84), є першим продуктом нового бренду BMW Brilliance і першим транспортним засобом на новій енергії (NEV) від китайського виробника преміум-класу. З початку 2014 року Zinoro 1E доступний для оренди лише в Пекіні та Шанхаї.

## Історія
27 березня 2003 року BMW і Brilliance Auto домовилися створити спільне підприємство для виробництва автомобілів BMW для китайського ринку, при цьому BMW буде володіти 50 відсотками акцій, Brilliance Auto — 40,5 відсотка, а муніципальному уряду Шеньяна — 9,5 відсотка. BMW і Brilliance погодилися інвестувати в підприємство 450 мільйонів євро (483 мільйони доларів США). Перший китайський BMW, BMW 325, був проданий у жовтні 2003 року.
У квітні 2009 року компанія BMW Brilliance оголосила про будівництво другого автоскладального заводу в Китаї. Будівництво заводу почалося в Шеньяні в червні 2010 року з запланованою вартістю 73,53 мільйона доларів США та виробничою потужністю 100 000 одиниць. Виробництво на заводі почалося в травні 2012 року.
У січні 2011 року компанія BMW Brilliance оголосила про початок китайського виробництва електричного гібридного автомобіля BMW 5 серії пізніше того ж року.
У 2013 році BMW Brilliance відкрила науково-дослідний центр. Він був розширений у 2020 році, що зробило його найбільшим науково-дослідним центром BMW за межами Німеччини.
У жовтні 2018 року BMW оголосила, що збільшить свою частку з 50% до 75%, зробивши BMW першим іноземним виробником автомобілів, який отримає більший контроль над своїм спільним підприємством у Китаї.

## Продукти
Зараз BMW Brilliance виробляє такі автомобілі:
- BMW 2 серії Gran Coupe L (F78)
- BMW 3 серії (G20/G28) (1,6 л, 2 л та 3 літри)
- BMW 5 серії (G68) (2,0 л, 3,0 л і гібридна версія)
- BMW X1 (U12)
- BMW X3 (G48)
- BMW X5 (G18)

## Колишні продукти
- BMW 3 серії (E46) (2,0 л і 2,5 л) (2004)
- BMW 3 серії (E90) (2,0 л і 2,5 л) (2005-2012)
- BMW 3 серії (F30/35) (1,6 л, 2,0 л і 3,0 л) (2013-2019)
- BMW 5 серії (E60) (2,2 л до 3,0 л) (2004-2010)
- BMW 5 серії (F18) (2,0 л і 3,0 л) (2011-2017)

## Галерея

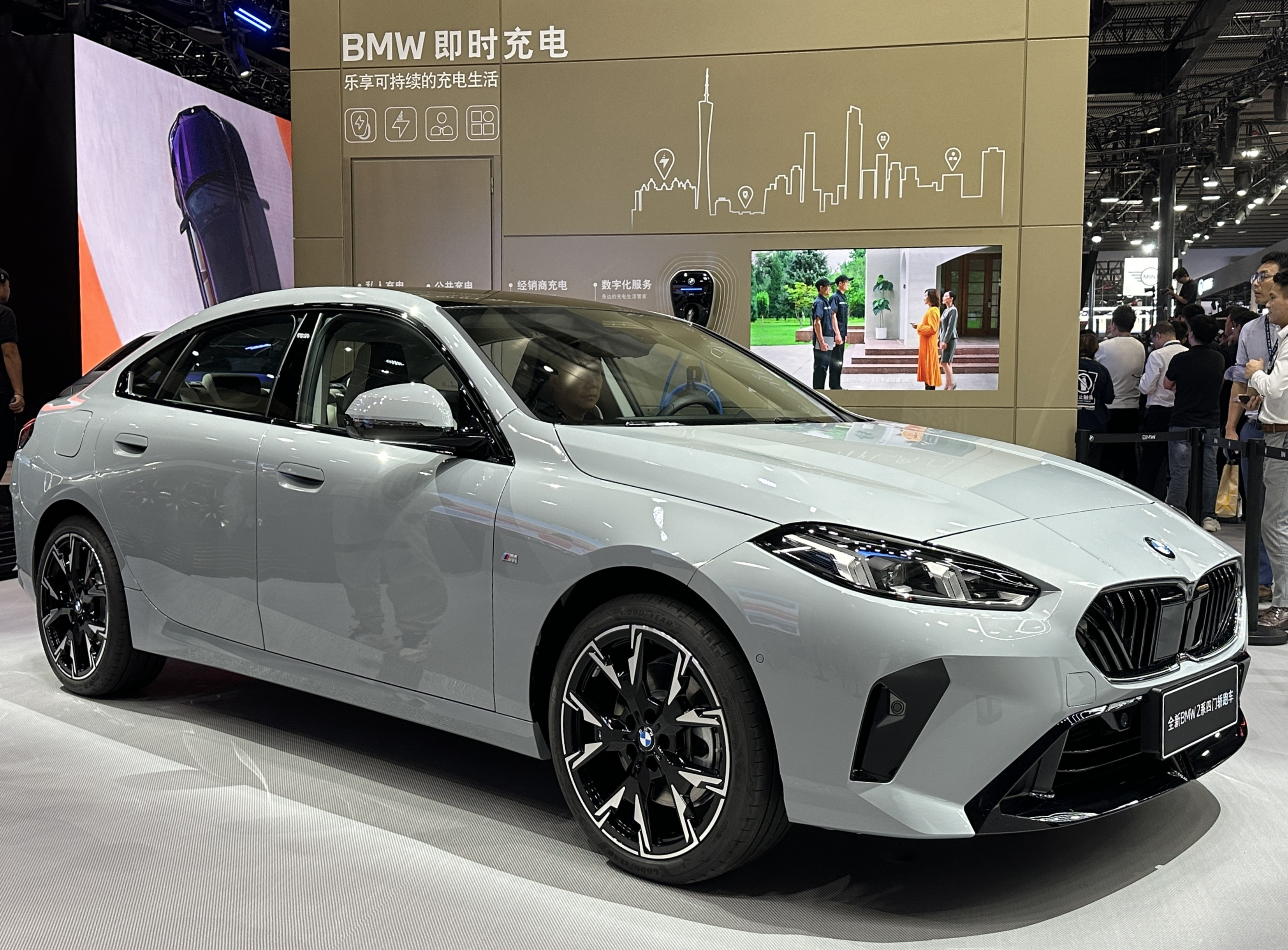
BMW Brilliance 2 серії Gran Coupe Li
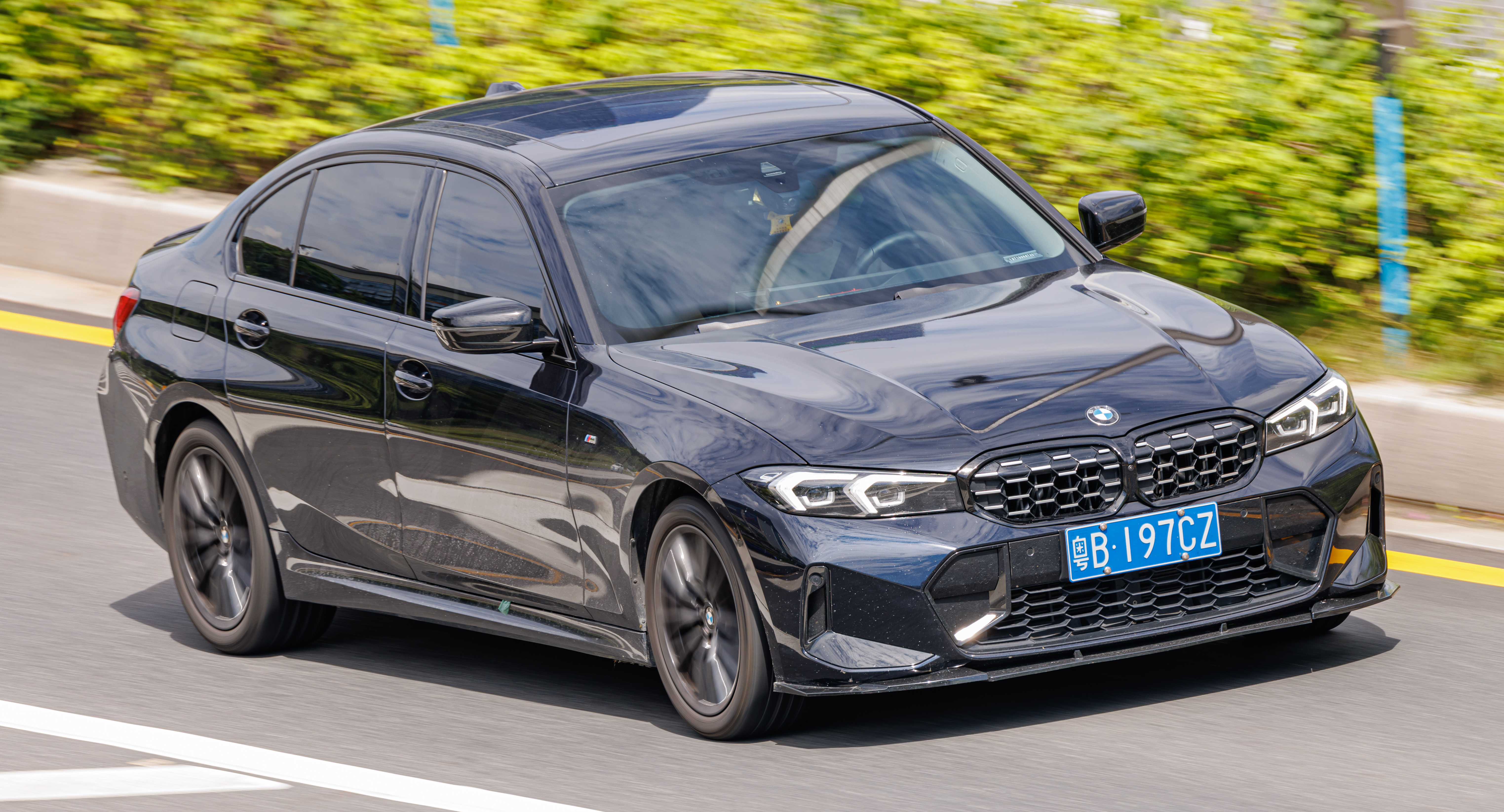
BMW Brilliance 3 серії Li (G28)
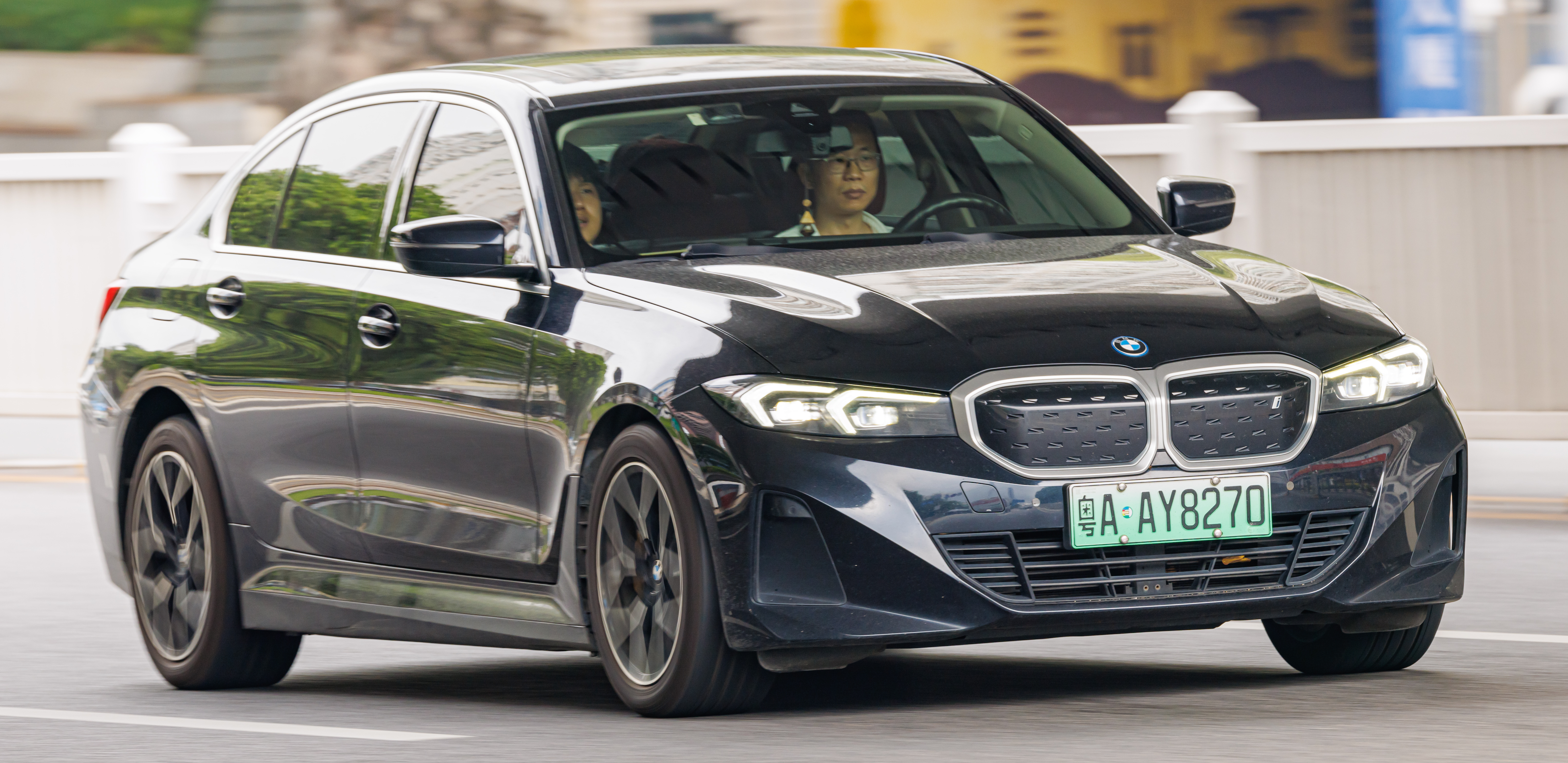
BMW Brilliance i3 G28
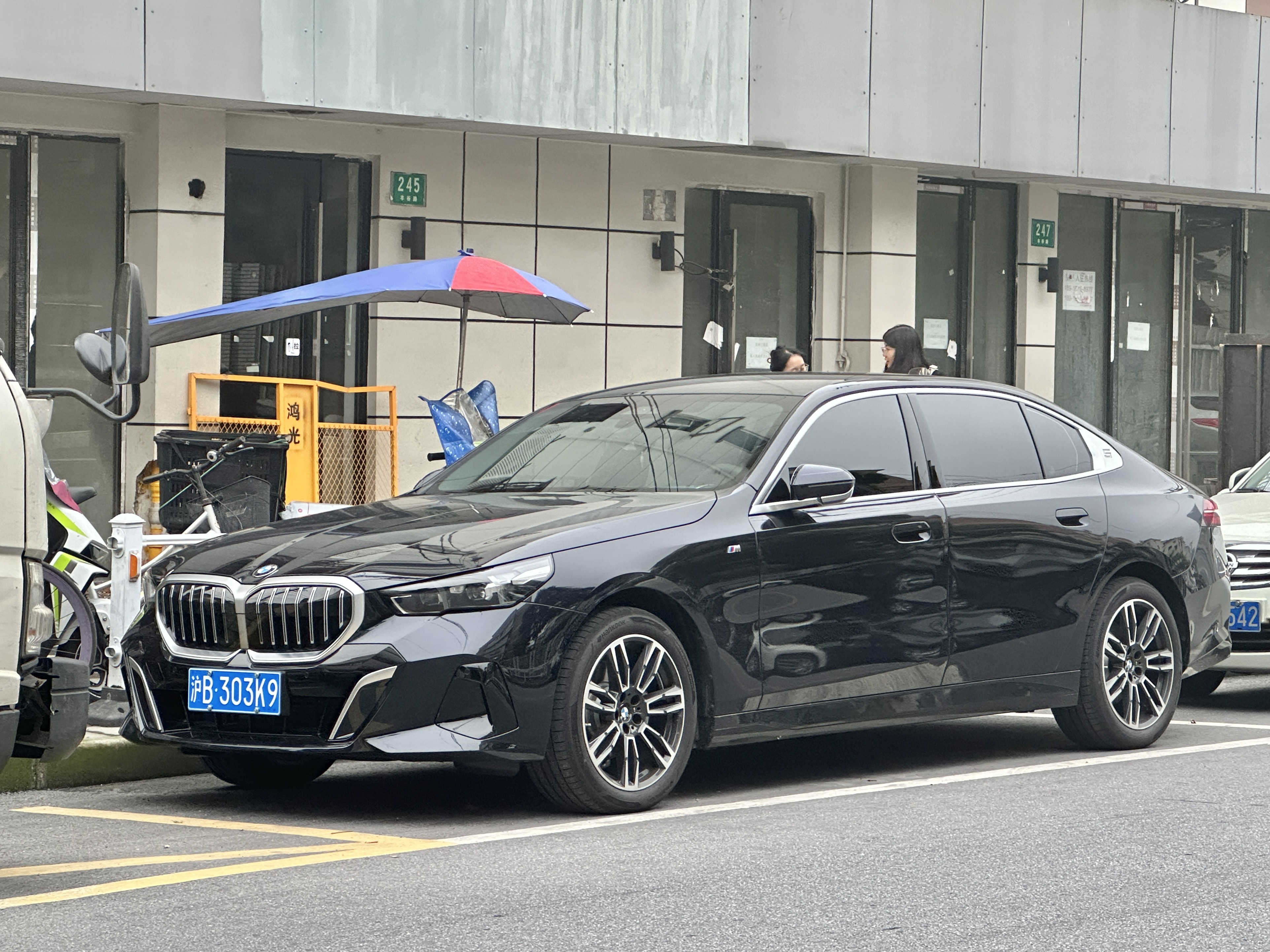
BMW Brilliance 5 серії Li (G68)
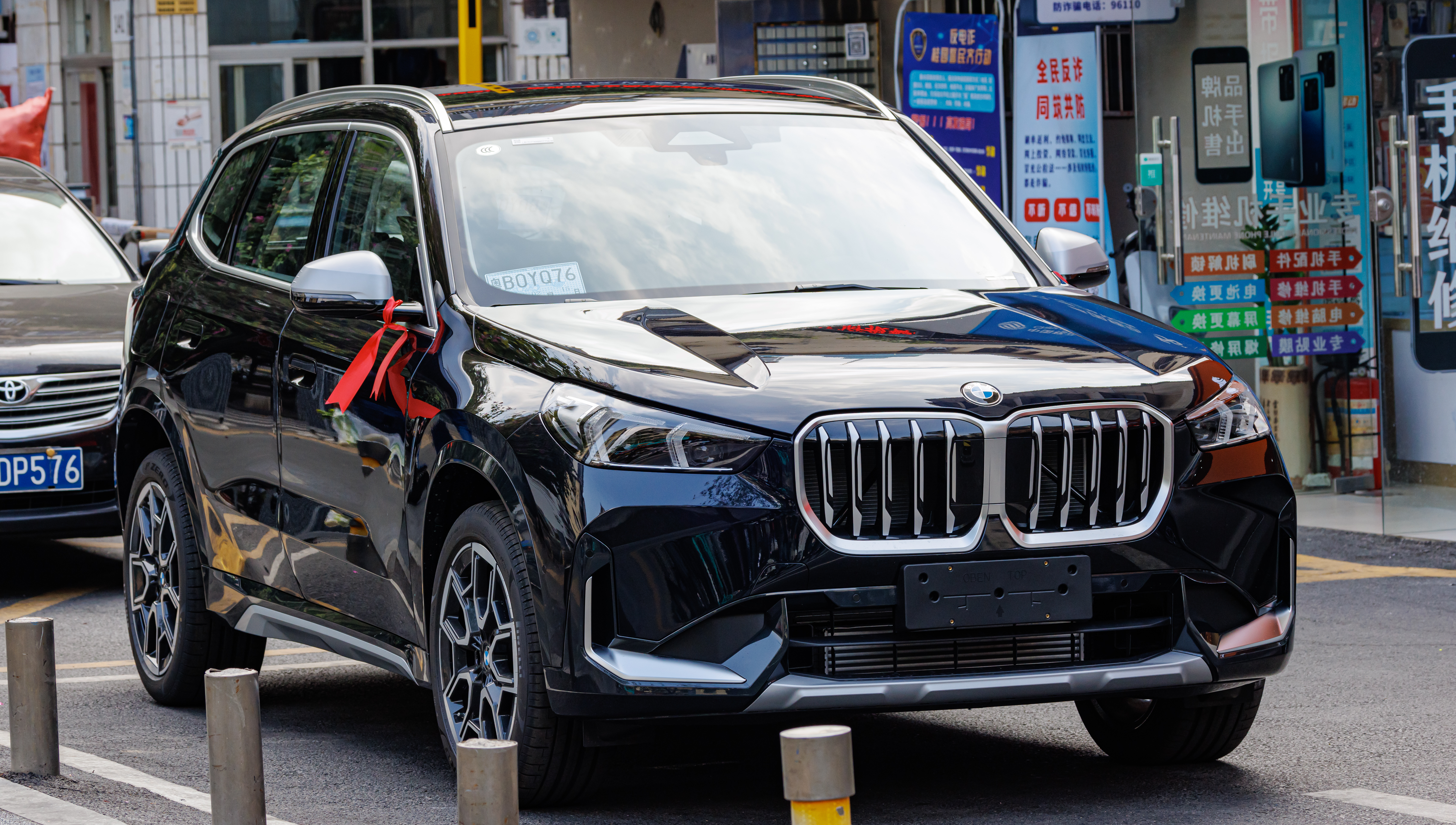
BMW Brilliance X1 Li (U12)
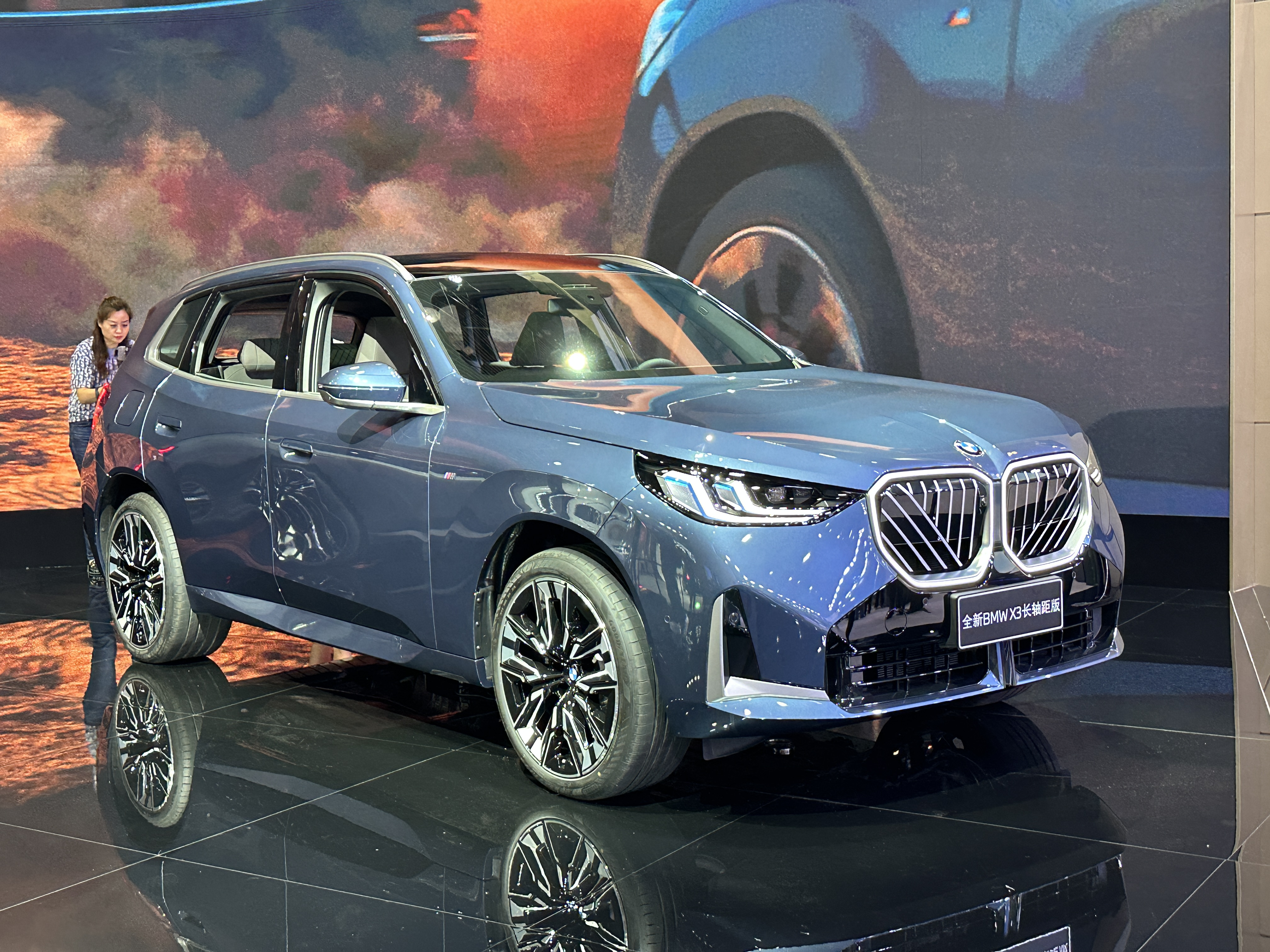
BMW X3 Li (G48)
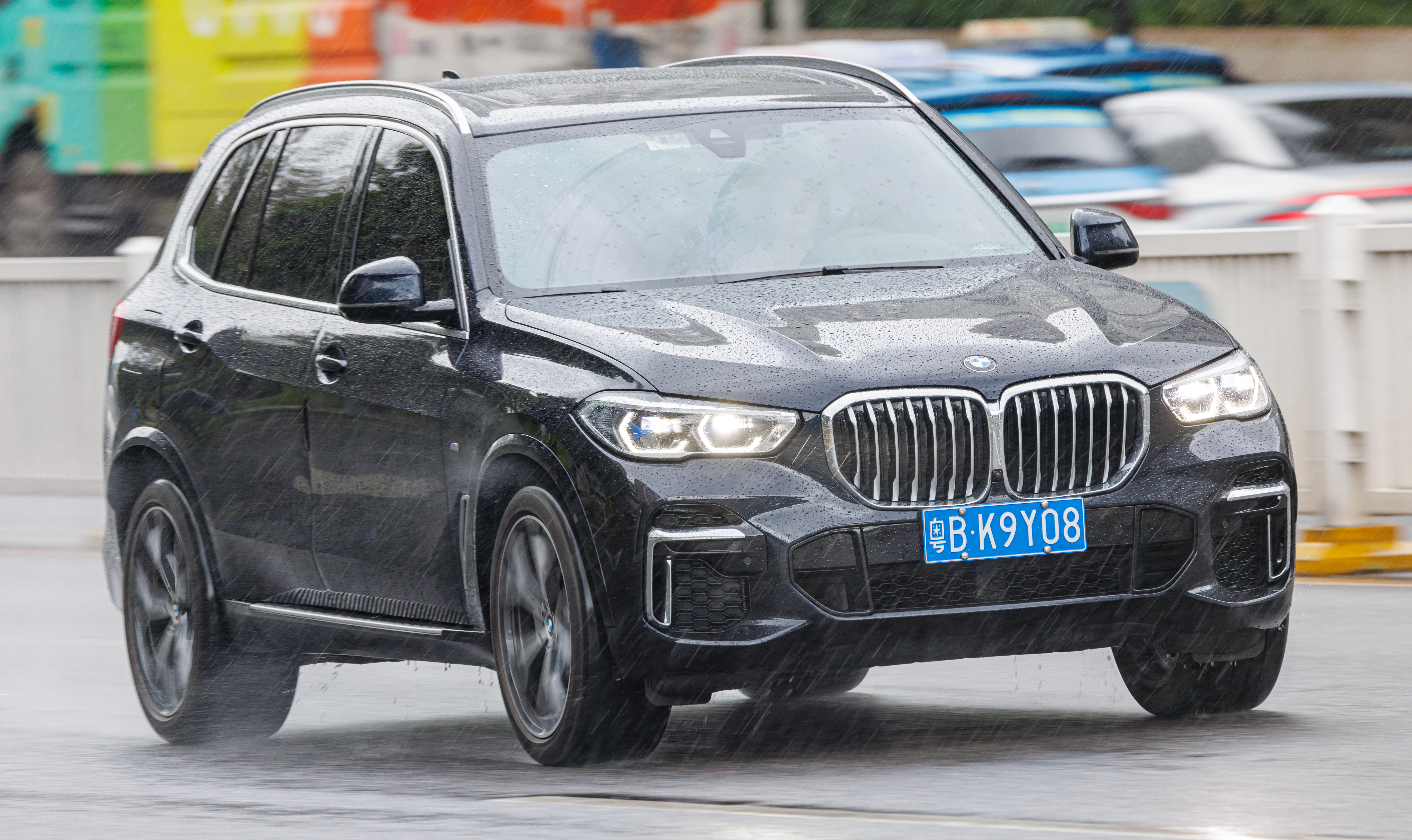
BMW Brilliance X5 Li (G18)